# The Legend of Goody Coole
The Legend of Goody Coole' è il secondo album   del supergruppo Statunitense Telergy, pubblicato nel 2013.  

## Tracce
Musiche di Robert McClung.
1. Meeting House Green n.1 – 2:31
2. Rumors – 10:21
3. Verdict – 3:09
4. Incarceration – 2:36
5. Escape – 6:54
6. Ghost – 10:26
7. Exoneration – 4:50

## Formazione
- Dee Snider – voce
- Joel Hoekstra – chitarra
- Colin Edwin - basso
- Nik Turner - flauto
- Chris Bonito - batteria